# Wickmere
Wickmere – wieś w Anglii, w hrabstwie Norfolk, w dystrykcie North Norfolk. Leży 26 km na północ od Norwich i 176 km na północny wschód od Londynu. W 2001 miejscowość liczyła 125 mieszkańców.